# هينريكي أرواخو
هينريكي أرواخو (مواليد 19 يناير 2002) هو لاعب كرة قدم برتغالي يلعب في مركز المهاجم في نادي بنفيكا.

## روابط خارجية
- هينريكي أرواخو على موقع قاعدة بيانات كرة القدم.إي يو (الإنجليزية)
- هينريكي أرواخو على موقع Soccerbase.com (لاعب) (الإنجليزية)
- هينريكي أرواخو على موقع Soccerway.com (الإنجليزية)